# ステレオスコープ

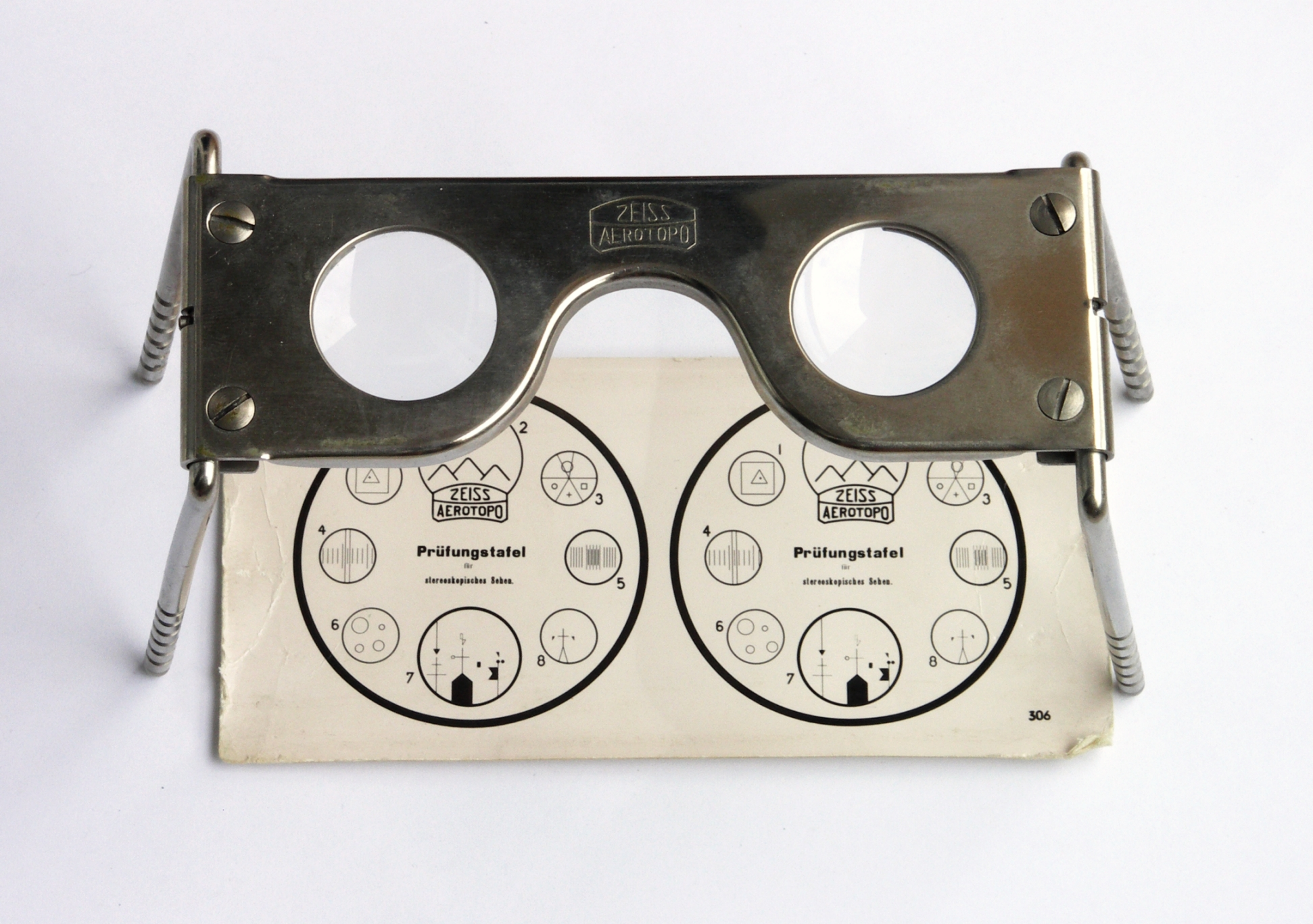
オリジナルのテスト画像を備えた古いツァイスポケットステレオスコープ

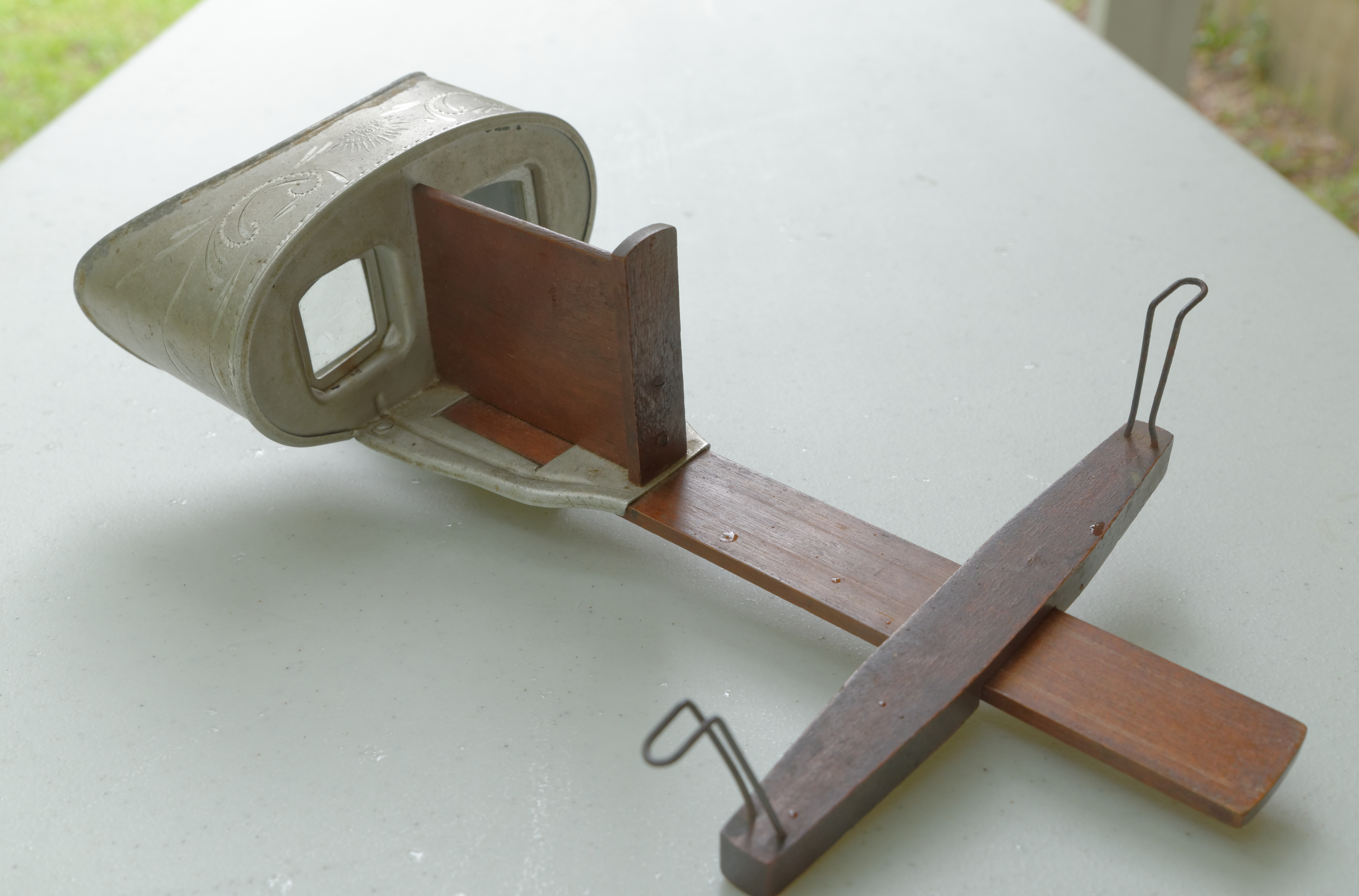
一般的なU＆Uステレオスコープ

ステレオスコープ（立体鏡、実体鏡）は、ある光景の左眼と右眼それぞれからの見え方を再現する画像ペア（stereoscopic pair）を、単一の3次元画像として見るための装置である。
一般的なステレオスコープは、それを通して見る画像をより大きくかつ遠くに見せ、さらに通常はその見かけの水平位置も移動させるレンズを各眼に提供する。これにより、通常の両眼奥行き知覚を持つ人からは、2枚の画像の縁が1つの「ステレオ窓」に融合して見えるようになる。現在の慣行では、対象物がこの仮想の窓を越えて見えるように画像が作成され、物体が飛び出して見えることもある。通常仕切りや視界を制限する機能を備え、一方の眼が他方の眼用の画像に目移りすることを防ぐ。
多くの人は、練習次第でステレオスコープを使用せずに立体画像ペアを3次元画像として見ることができるようになる。しかし、不自然な眼球の輻輳と焦点調節の組み合わせによって得られる奥行き手がかりは、現実で立体を見る場合とは異なるため、自然な視覚を正確に模倣することは不可能であり、眼精疲労や疲れを起こす傾向がある。
ステレオスコープという単語は、1850年代から1930年代にかけて家庭用娯楽として数回ブームになった標準フォーマットのステレオカード用ビューアーを指すことが多い。また、リアリスト・サイズの３Dスライドビューアーやビューマスターなどの最近の装置もステレオスコープである。
離れた2枚の画像ではなく、重なった2枚の画像を見るために使用される偏光方式やアナグリフ方式、シャッター方式メガネなどの装置は、ステレオスコープとしては分類されない。

## 歴史

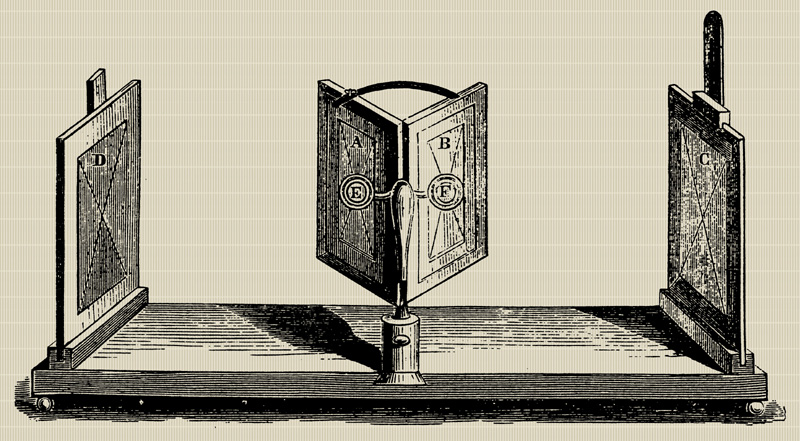
ホイートストンのミラーステレオスコープ

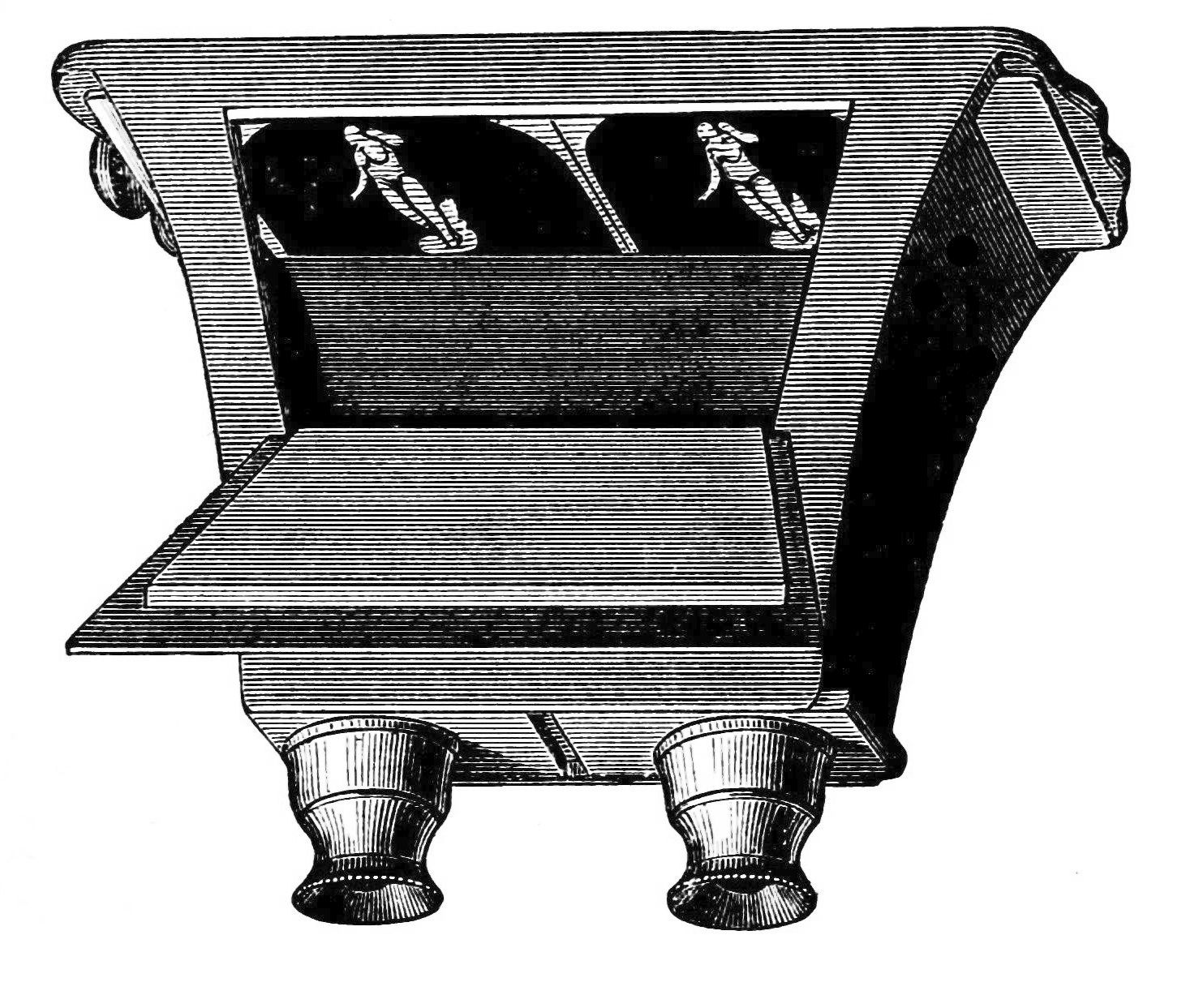
ブリュースターのステレオスコープ

### ホイートストンのステレオスコープ
反射鏡および屈折プリズムを備えた最初のステレオスコープは、1832年にチャールズ・ホイートストーンによって発明され、彼の下で働いていたロバート・マレーにより制作された。1833年に生理学者ハーバート・メイヨーが自身の著書『Outlines of Human Physiology（人類生物学概要）』 においてホイートストンの発明に触れ、ステレオスコープについての論文を発表しようとしていると記述しているが、実際に発表が行われたのは1838年6月21日だった。ホイートストンは、使用者の目に対し45度の角度で配置され、各側方に置かれた絵をそれぞれ反射する2枚の鏡を備えるミラーステレオスコープを使い、両眼奥行き知覚の重要性を示した。同じ物体に対する左目と右目それぞれからの見え方を模した2枚の絵を、各目がそれぞれに対応した絵のみを見るようにしつつ見かけ上は同じ位置にあるように配置すると、脳は2枚の絵を融合させ単一の3次元物体として知覚する。発表当時は、最初の実用的写真撮影法が登場するよりも前であったため（ダゲレオタイプの発表は1839年）、手描きの絵が使用された。ミラーステレオスコープは、必要に応じて非常に大きな画像を使用できるという利点を有している。

### ブリュースターのステレオスコープ

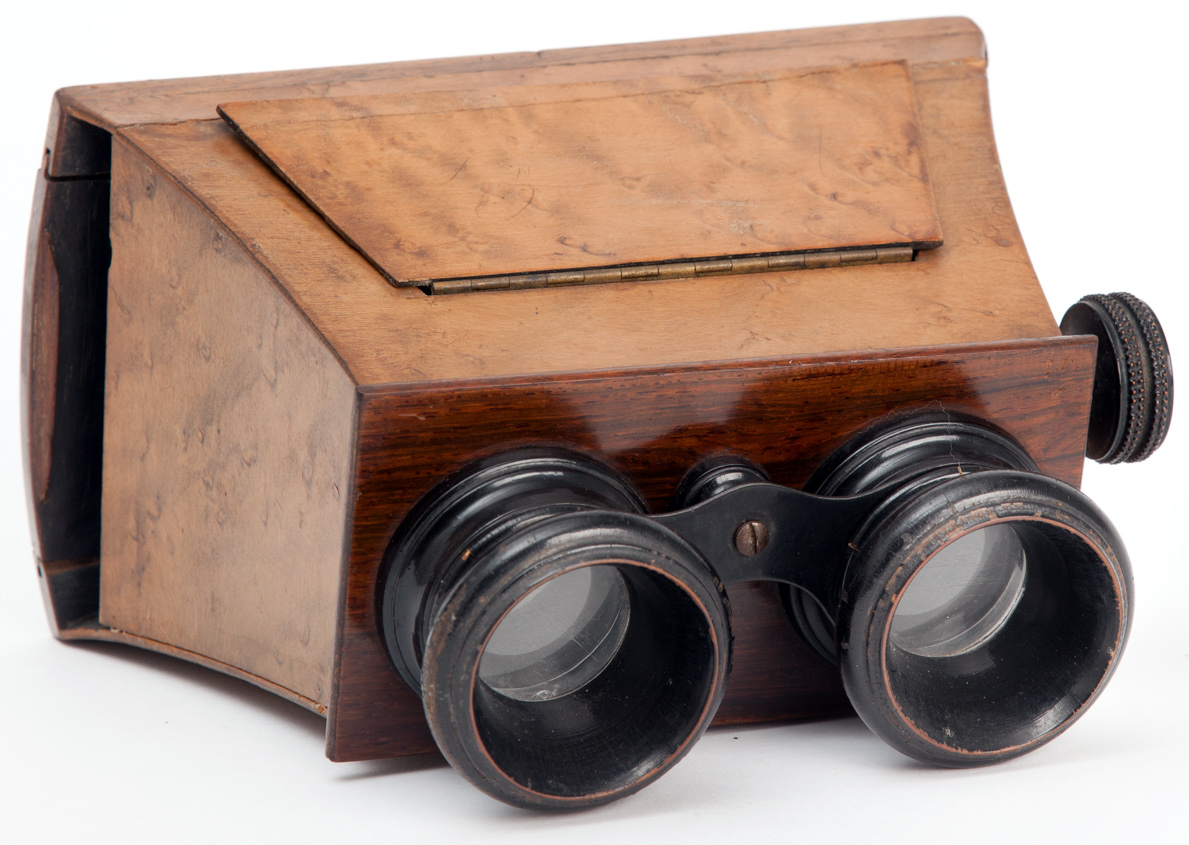
ブリュースターのステレオスコープ（1870年）

しばしば誤解されてきたが、デイヴィッド・ブリュースター自身がステレオスコープを発明したわけではない。ホイートストンのライバルであったブリュースターは、ステレオスコープの発明者はエディンバラの「数学の教師」であるジェームズ・エリオット（James Elliot）であるとした。ブリュースターによると、エリオットは1823年にアイデアを考案し、1839年には風景を描いたスライドを見るための、長さ18インチ（46cm）、幅7インチ（18cm）、高さ4インチ（10cm）の木箱で構成される「レンズや鏡の持たないシンプルなステレオスコープ」を制作した。ブリュースター自身による貢献は、1849年に小型で手で持つことができるレンズ式ステレオスコープを発明したことである。これはブリュースター・ステレオスコープとして知られるようになり、1851年の万国博覧会で展示された際にはビクトリア女王に大いに賞賛された。
ブリュースターは、彼の発明を取り扱える機器メーカーを英国で見つけることができなかったため、フランスのジュール・デュボスクに製造を依頼した。デュボスクはステレオスコープおよび立体ダゲレオタイプを製造し、また万国博覧会で展示されたビクトリア女王の有名な写真も作成した。3D産業は瞬く間に発展し、短期間のうちに25万台のステレオスコープが製造され、多数のステレオビュー、ステレオカード、ステレオペア、またはステレオグラフが販売された。3D画像への需要に応えるため、ステレオグラファー達が新しいメディア用の撮影のために世界中に派遣された。

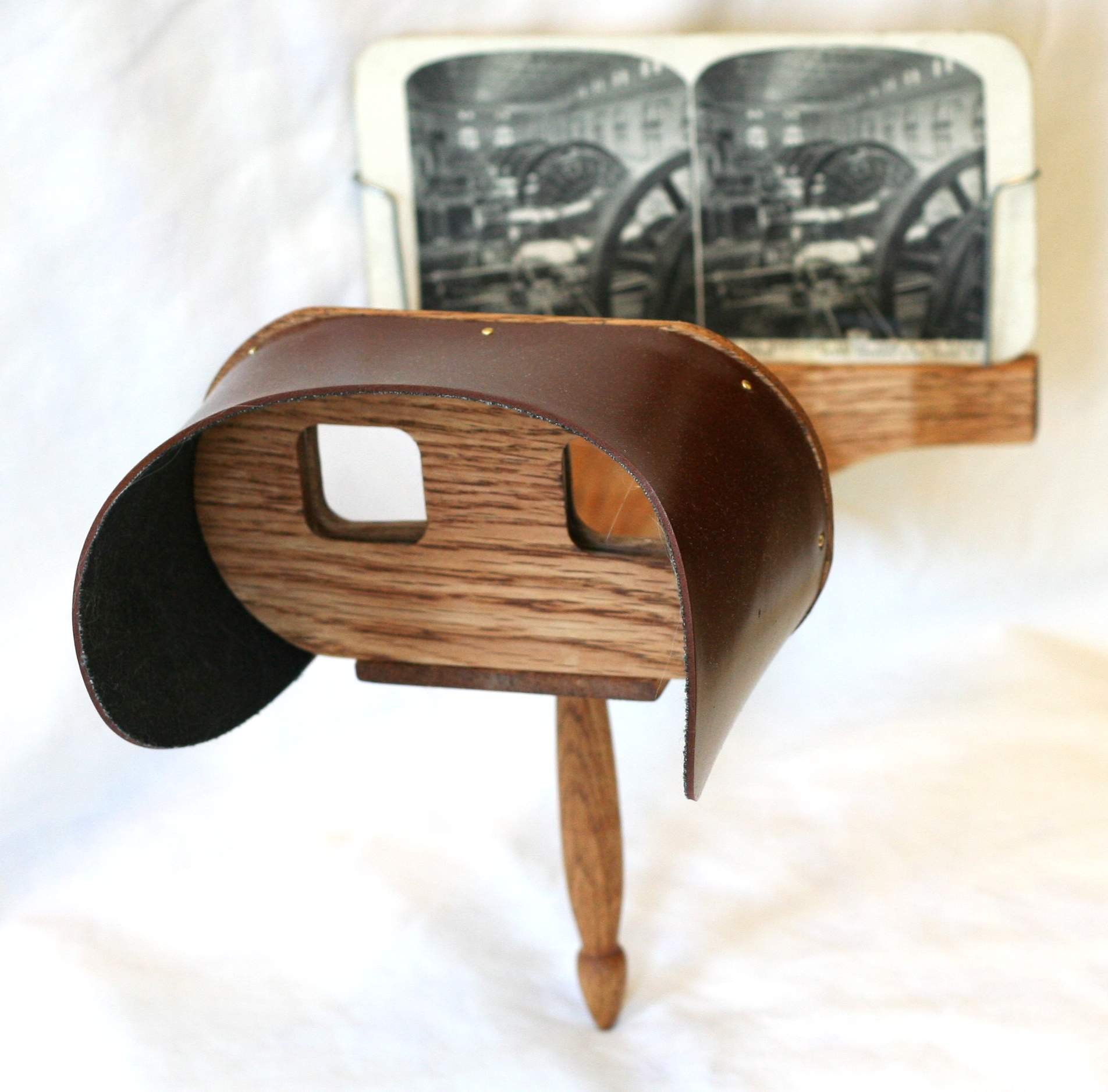
19世紀のステレオスコープで最も人気があったホームズステレオスコープ

1861年、オリバー・ウェンデル・ホームズは、手持ちで簡素化されたより安価な機器を作成した。特許は意図的に取得されなかった。このステレオスコープは、2つのプリズムレンズとステレオカードを保持するための木製スタンドで構成される。このタイプのステレオスコープは1世紀にわたって生産され続け、現在でも限定生産で製造を行っている企業がある。

### 現代における使用
20世紀半ば、画像ペアを含む回転する厚紙円盤を備えたビューマスター（1939年特許取得）が、初めは「ヴァーチャル・ツーリズム」として、その後は玩具として人気になった。 2010年に米ハスブロ社が、iPhoneまたはiPod Touchを保持するように設計されたステレオスコープ「My3D」の製造を開始した。 2014年、 GoogleがGoogle Cardboardと呼ばれるペーパークラフトのステレオスコープの設計図を公開した。Google Cardboardは、ステレオカードの代わりに、回転を感知し本格的なバーチャルリアリティ端末としての使用を可能にするモバイルアプリを使用する。しかし、基本となる技術は初期のステレオスコープと同じである。
美術写真家やグラフィックアーティストの中には、ステレオスコープを使用して鑑賞する独自の作品制作を続けている人々もいる。

## 原理

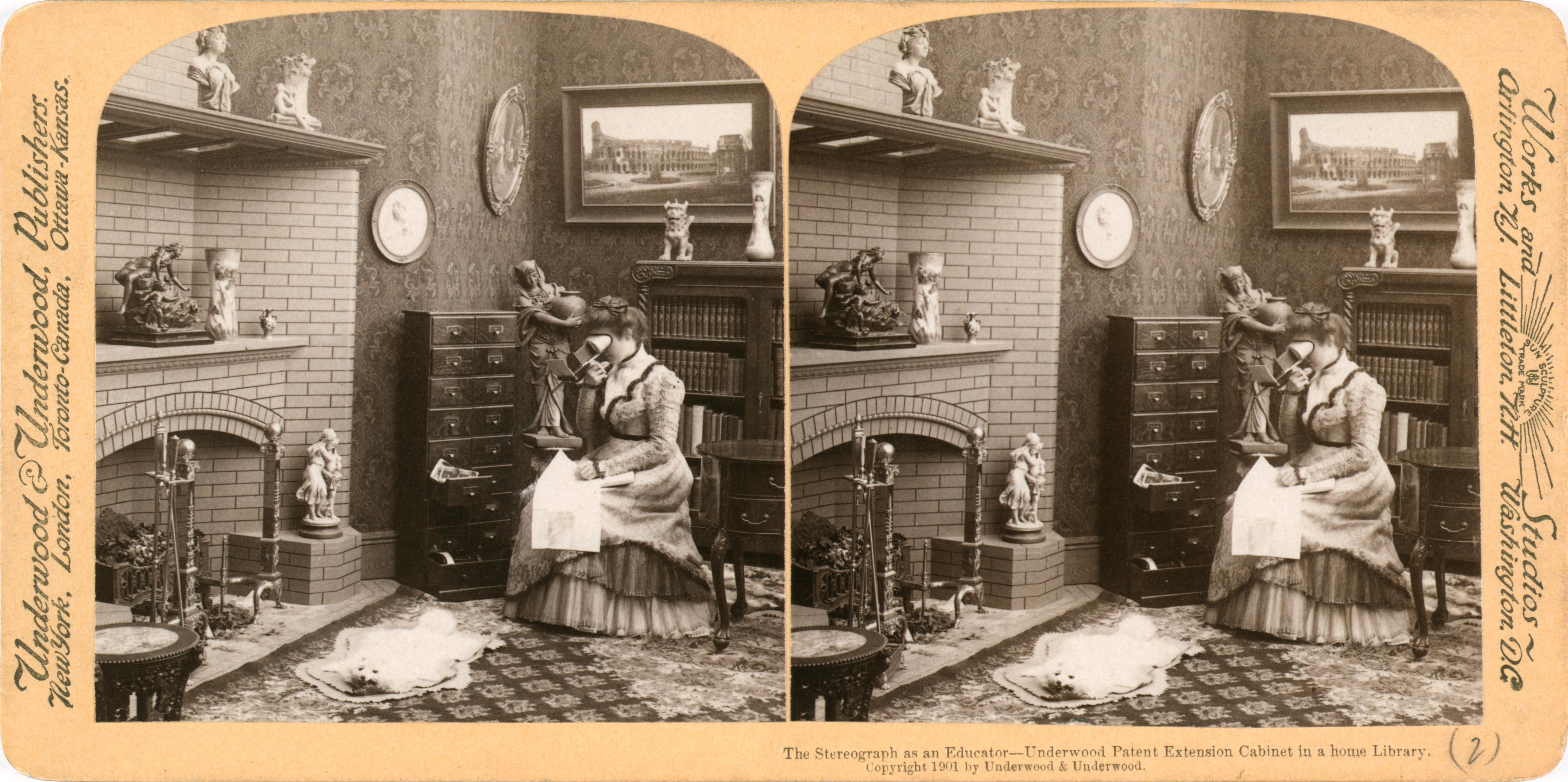
ステレオスコープのステレオカード（1901）。 （（リンク= ）

シンプルなステレオスコープでは、使用できる画像のサイズに制限がある。一方、より複雑なステレオスコープでは、１対の水平の潜望鏡のような装置を使用するため、より広範囲かつ詳細な、大きな画像を使用することができる。ステレオスコープは、同じ対象物をわずかに異なる角度から撮影した2枚の写真を、左右の眼からそれぞれ同時に見えるようにする装置である。これは、自然な人間の視覚を再現している。左右の眼は、数cmの間隔があるためにわずかに異なる角度で対象物を見ており、それにより人間の自然な奥行き知覚が可能になっている。各写真は異なるレンズで焦点を合わされており、数cm間隔を空けて撮影し同じ点に焦点を合わせた写真を各眼から見ることで、物体の自然な立体視を再現する。
動画向けのステレオスコープは、動画を形成する一連のステレオカードが取り付けられたホイールを含む、垂直に取り付けられた大きな円筒を備える。カードはゲート部において固定され、カードを曲げるのに十分な力がかかると、カードはゲート部を通過して視界窓に滑り込み、前の画像を隠す。こうしたステレオスコープはコイン挿入式装置として、19世紀後半から20世紀初頭にかけてアーケードに設置され、手動ハンドルで操作された。現在でも、アーケードを専門とする美術館で鑑賞および体験することができる。
ステレオスコープには以下のような利点がある。
- 正の曲率（拡大）レンズを使用しており、画像の焦点を短距離（約30～40cm）から無限大の仮想距離まで変更できる。これにより、目の焦点が視界の平行線と一致するため、目の疲れを大幅に軽減できる。
- カードの画像を拡大することにより、より広い視界と細部観察を可能にする。
- 画像間を仕切ることにより、他の画像への目移りを防ぐ。

ビューマスターなどのステレオ透明写真ビューアーも、同様の利点を有している。
ステレオカードやスライド、その他のハードコピーやプリントの欠点は、2枚の画像がそれぞれ異なる摩耗や傷、劣化を受ける可能性があることである。これにより立体視にノイズが発生し、3D効果を妨害したり、眼精疲労や頭痛を引き起こしたりする。